# Juan Fernández de León
Juan Fernández de León y Pacheco (en Portugués, João Fernandes de Leão e Pacheco), nace en la ciudad de Portimão, Portugal, en 1543, y fallece súbitamente de fiebres en Mesa de Cavacas, Guanare, Provincia de Venezuela, en 1593, a los 50 años de edad.[cita requerida]
Fundador y poblador de la ciudad de Guanare, era hijo de una acaudalada familia de la región de Algarve que por razones comerciales se trasladó a Cádiz, en donde permaneció hasta el año de 1564; fue por ese entonces cuando viajó a América como inmigrante contratado por la Casa de Contratación de Indias en Sevilla. 
Llegó a Venezuela ese mismo año por el Puerto de Borburata, en al actual Estado Carabobo; poco después contrajo matrimonio con Mencía de Barrios, quien era hija del también portugués Antonio de Barrios, Teniente de Justicia de Borburata; posterior a la muerte de su primera mujer, casaría con Violente Pacheco Da Acosta, natural de Tavira, Algarve, Portugal; de esta unión nacerían dos hijas, María Fernández de León y Pacheco, y Leonor Fernández de León Pacheco, cuya descendencia estaría unida a la Familia Bolívar. Fernández de León, en el Puerto de Borburata, se desempeñó como Escribano de Gobernación y Cabildo.
A fines del año 1566 en El Tocuyo se sumó a los expedicionarios de don Diego de Losada y participó en 1567 en la fundación de Santiago de León de Caracas; por su actuación en la batalla de Maracapana, Losada lo favoreció con una importante encomienda en Corocorumo y Llanos de Salamanca, en las riberas del Río Tuy, hoy Estado Miranda; también con Losada estuvo entre los fundadores de Nuestra Señora de Caraballeda. 
Con posterioridad dirigió otras expediciones que culminaron con el descubrimiento de los yacimientos auríferos de las Minas del Señor San Juan, La Platilla y Tiznados, en lo que es hoy día San Juan de los Morros, en el Estado Guárico. En 1572, como alcalde de Caraballeda, defendió la ciudad del ataque de corsarios franceses e ingleses que desolaban las poblaciones a su paso a lo largo del cinturón costero. Fue alcalde de esa ciudad entre 1576 y 1578. En 1579, Garci González de Silva, después de fundar la ciudad de Espíritu Santo de Querecrepe, dejó a Fernández de León en ella, al mando de 30 hombres para levantar un fortín. 
El 13 de febrero de ese año pidió al gobernador Juan de Pimentel el reconocimiento de sus méritos en la Provincia de Venezuela, como acción de protesta contra la Real Cédula fechada en Madrid el 21 de abril de 1578, en la que se ordenaba que «…todos los portugueses que se hallasen en Venezuela fuesen remitidos con todos sus bienes por los navíos de la Casa de Contratación de Indias, a Sevilla…», cuestión esta que se falló a su favor, concediéndole la Carta de Naturaleza otorgada por el gobernador el 26 de noviembre de 1578. 
Años más tarde en 1591, el Gobernador Diego de Osorio, General de Galeras, quien es considerado hoy día como el Propulsor del Orden Poblacional en Venezuela; le nombró Capitán Poblador para fundar en las Provincias de Guanaguanare, Cerrillos y sus Comarcas, una o dos ciudades; puesto que desde El Tocuyo y Barquisimeto, hasta el límite territorial de Santa Fe de Bogotá, había mucha distancia sin población alguna que asegurase la posesión hispánica. 
Con las instrucciones del Gobernador, Juan Fernández de León entre los meses de mayo a octubre, viajó a las ciudades de Barquisimeto, 7 de julio, El Tocuyo, 15 de agosto y Carora 15 de septiembre a fin de reunir voluntarios para su expedición. La concentración general se llevó a cabo en El Tocuyo: se reunieron 60 hombres de armas, entre ellos varios portugueses. Salieron en octubre de 1591 hacia los llanos, bajando por la vía del piedemonte andino, (Hoy Guaríco, Paraíso de Chabasquen y Biscucuy), en busca del sitio adecuado para fundar una ciudad, y encontraron una Mesa Boscosa, con su respectiva Galera, que fue bautizada como La Mesa de Cavacas, en honor de unos de los expedicionarios; en las riberas del Río Guanaguanare. Allí, el día lunes 3 de noviembre de 1591, fundaron con toda la ceremonia del caso, la ciudad del Espíritu Santo del Valle de San Juan de Guanaguanare, hoy Guanare, y procedió a nombrar las autoridades del Cabildo, a fijar sitio para la Iglesia y Solares para las Casas. Los indios Gayones de la región fueron repartidos en 21 encomiendas, cedidas a los primeros pobladores de la ciudad. Una parte de la población aborigen, el grupo de los Coromotos, huyó para no verse sometido al régimen de encomienda. 
En 1593, Fernández de León prepara una expedición para intentar atraer a los Indios Guamonteyes, pero muere repentinamente de fiebres.